# Betty Meehan
Betty Francis Meehan (nacida en 1933) es una arqueóloga y antropóloga australiana que ha trabajado extensamente con los aborígenes en Arnhem Land, Territorio del Norte.

## Edad temprana  y educación
Meehan nació y creció en Bourke, Nueva Gales del Sur, Australia, en 1933. Era la hija mayor de Francis Owen y Olive Jane Meehan. Asistió a la escuela secundaria en Bourke y se formó como maestra especialista en educación infantil en Bathurst Teachers College, enseñando en Bourke, Darwin, Sydney y Canberra . Meehan viajó con su primer marido, Lester Hiatt, a la remota ciudad de Maningrida, en el Territorio del Norte, en East Arnhem Land, y llegó en 1958 en un lugre perlero para descubrir que la comunidad aborigen había instalado un campamento en la playa y había enviado una canoa a llevarlos a tierra. Allí estableció la primera escuela para niños aborígenes en Maningrida, y regresó en la década de 1970 para realizar su trabajo de campo de doctorado con su segundo marido, Rhys Jones. En 1977, Meehan visitó North Arnhem Land para observar el comportamiento diario del pueblo Anbarra que vivía en la costa.
Estudió antropología en la Universidad de Sydney desde 1962, obteniendo una maestría en antropología y un doctorado en el Departamento de Prehistoria y Antropología de la Universidad Nacional de Australia.

## Carrera y reconocimiento
Meehan fue presidente de la Asociación Arqueológica Australiana en 1984 y editor de Arqueología Australiana de 1987 a 1994.Centró su investigación en los regímenes de subsistencia de una comunidad aborigen de Arnhem Land. En 2007 fue coautora de un artículo sobre esta región y la confluencia de la cultura humana y el medio ambiente.Fue nombrada Asociada Honoraria del Museo Peabody de Arqueología y Etnología de la Universidad de Harvard (1995-1996), fue directora de la Sección de Medio Ambiente de los Aborígenes e Isleños del Estrecho de Torres de la Comisión del Patrimonio Australiano de 1991 a 1995, jefa de la Sección Nacional de Aborígenes Museo de Australia (1990-1991) y miembro de la Academia Australiana de Humanidades (1987).Su trabajo se describe y elogia en el libro galardonado de Billy Griffiths en 2018 , Deep Time Dreaming: Uncovering Ancient Australia.